# هنینگ باد
هنینگ باد (انگلیسی: Henning Wind؛ زادهٔ ۱۹ january ۱۹۳۷ (۸۸ سال)) قایقران قایق بادبانی اهل دانمارک است.